# Tropidonophis elongatus
Tropidonophis elongatus är en ormart som beskrevs av Jan 1865. Tropidonophis elongatus ingår i släktet Tropidonophis och familjen snokar. Inga underarter finns listade i Catalogue of Life.
Denna orm förekommer med flera från varandra skilda populationer på västra Nya Guinea, på Halmahera, på Ambon och på flera mindre öar i regionen. Arten lever i låglandet och i kulliga områden upp till 500 meter över havet. Individerna lever antagligen i skogar nära vattendrag liksom andra släktmedlemmar. Honor lägger ägg.
Beståndet hotas av skogsröjningar. Populationens storlek är okänd. IUCN kategoriserar arten globalt som otillräckligt studerad.